# Lembu Wiworo Jati
Lembu Wiworo Jati (nacido en Yakarta, el 7 de mayo de 1976) es un cantante, músico, director de arte indonesio. Se hizo conocer como cantante cuando era vocalista de la banda Clubeighties. Durante casi 10 años en Yakarta se inició primeramente en la industria de la publicidad, como en la agencia Saatchi Saatchi y JWT fortuna Indonesia, también trabajó con la empresa colmanhandoko de Creative Group Head. Por su buena imagen obtuvo premios publicitarios, también fue locutor de la radioemisora Trax, Yakarta hard rock FM en su país de origen. Finalmente tuvo también la oportunidad de realizar y dirigir varios vídeos musicales y anuncios de televisión como director. Además de cantar, también trabajó como actor en la película llamada "Banyu Biru" con Tora Sudiro.

## Discografía
- Clubeighties - bersama Clubeighties
- 1982 (2002) - bersama Clubeighties
- Summer 83 - bersama Clubeighties
- Summer Move On (2007) - bersama Clubeighties
- 80 kembali (2009) - bersama Clubeighties

## Filmografía
- Banyu Biru